# 立石宏昭
立石 宏昭（たていし ひろあき、1962年 - ）は、日本の社会福祉学者。九州産業大学人間科学部臨床心理学科（精神保健福祉コース）教授。福岡県出身。
東北福祉大学社会福祉学部社会教育学科卒業。福岡県立大学大学院人間社会学研究科福祉社会専攻修士課程修了。九州保健福祉大学大学院社会福祉学研究科博士課程修了。博士（社会福祉学）。
社会福祉分野におけるソーシャルワーク方法論を研究している。

## 略歴
- 2002年 広島国際大学医療福祉学部医療福祉学科 専任講師
- 2006年 広島文教女子大学人間科学部人間福祉学科 准教授
- 2008年 広島文教女子大学人間科学部人間福祉学科 教授
- 2009年 九州産業大学国際文化学部臨床心理学科（精神保健福祉コース）教授

## 著書

### 単著
- 『地域精神医療におけるソーシャルワーク実践（MINERVA社会福祉叢書）』ミネルヴァ書房、2010年
- 『社会福祉調査のすすめ-実践のための方法論（第2版）』ミネルヴァ書房、2010年
- 『地域社会で支える精神障害者の就労訓練』西日本法規出版、2004年

### 編著
- 『地域包括ケアシステムのすすめ－これからの保健・医療・福祉』ミネルヴァ書房、2016年
- 『福祉系NPOのすすめ-実践からのメッセージ』ミネルヴァ書房、2011年
- 『保健・医療・福祉ネットワークのすすめ-ヒューマンサービスの実践（第3版）』ミネルヴァ書房、2010年
- 『社会福祉学-人間福祉とその関連領域』学文社、2007年
- 『福祉教育のすすめ-理論・歴史・実践』ミネルヴァ書房、2006年
- 『音楽療法のすすめ-実践現場からのヒント』ミネルヴァ書房、2006年
- 『子育て支援のすすめ-施設・家庭・地域をむすぶ』ミネルヴァ書房、2006年
- 『ボランティアのすすめ-基礎から実践まで』ミネルヴァ書房、2005年

### 共著
- 『精神保健福祉援助実習指導・実習（第2版）』中央法規出版、2015年
- 『社会福祉士国家試験対策一問一答（第2版）』ミネルヴァ書房、2006年
- 『児童福祉分析論』学文社、2005年
- 『高齢者福祉の基本体系』頸草書房、2004年

## 論文
- 国立情報学研究所収録論文 国立情報学研究所。